# Eggstone in San Diego
Eggstone in San Diego es el álbum debut de estudio de la banda sueca Eggstone, publicado por primera vez en Suecia el 19 de octubre de 1992. El álbum fue reeditado en vinilo en 1997 por Vibrafon Records, y en 2017 a través de Crunchy Frog Records.
En junio de 2013, el álbum fue posicionado como el 39.ª mejor álbum en sueco por Sonic Magazine.

## Lista de canciones
Todas las canciones escritas por Eggstone.
| Lista de canciones de Eggstone in San Diego |                           |          |  |
| N.º                                         | Título                    | Duración |  |
| 1.                                          | «Ooh Ooh Ma Ma Mine»      | 4:13     |  |
| 2.                                          | «Shooting Time»           | 3:28     |  |
| 3.                                          | «Those Words»             | 3:41     |  |
| 4.                                          | «Sun King»                | 3:30     |  |
| 5.                                          | «Have You Seen Mary»      | 2:32     |  |
| 6.                                          | «Suffocation at Sea»      | 3:35     |  |
| 7.                                          | «Wrong Heaven»            | 3:46     |  |
| 8.                                          | «Go Back»                 | 3:22     |  |
| 9.                                          | «Can't Come Close Enough» | 3:32     |  |
| 10.                                         | «If You Say»              | 2:26     |  |
| 11.                                         | «Beach Boy»               | 3:36     |  |
| 12.                                         | «She's Perfect»           | 4:26     |  |
| 13.                                         | «See the Good Things»     | 4:08     |  |

## Créditos
Créditos adaptados desde las notas del álbum.
Eggstone
- Per Sunding – voz principal, bajo eléctrico
- Patrik Bartosch – guitarra, teclado, vibráfono, Glockenspiel, coros
- Maurits Carlsson – batería, percusión, coros

Músicos adicionales
- Marco Mazzeo – violín
- Michael Bartosch – violín

Personal técnico
- Eggstone – producción
- Tore Johansson – producción, ingeniero de sonido
- Peter In de Betou – masterización
- Dan Zaethreus – fotografía
- Lars Sundh – diseño de portada